# (15231) Эдита
(15231) Эдита (лат. Ehdita) — небольшой астероид внешней части главного пояса, который был открыт 4 сентября 1987 года советской женщиной-астрономом Людмилой Журавлёвой в Крымской астрофизической обсерватории и назван в честь популярной советской певицы Эдиты Пьехи.

Орбита астероида Эдита и его положение в Солнечной системе